# Квак реюньйонський
Квак реюньйонський (Nycticorax duboisi) — вимерлий вид птахів родини чаплевих (Ardeidae).

## Поширення та вимирання
Вид був ендеміком острова Реюньйон в Індійському океані. Єдиний опис живих птахів зробив Дюбуа у своєму звіті 1674 року. У звіті Жана Фейлі 1705 року цей птах уже не згадується серед фауни острова. У 1905 році Волтер Ротшильд дав наукову назву видові, назвавши його на честь Дюбуа. Наприкінці 20 столітті виявлено перші субфосильні рештки, що належали цьому птаху. Причини вимирання виду достеменно невідомі.